# FIFA Ballon d'or 2013
Navigation
Édition précédente Édition suivante
Le FIFA Ballon d'or 2013 a été la quatrième édition du gala récompensant les meilleurs joueurs, entraîneurs, présidents et fédérations de football du monde au cours de l'année civile 2013, à la suite de la fusion entre le Ballon d'or de France Football et le prix de Meilleur footballeur de l'année FIFA en 2010. La cérémonie de remise des prix s'est déroulée à Zurich le 13 janvier 2014.
Les prix décernés ont été :
- le prix de FIFA Ballon d'or 2013, au Portugais Cristiano Ronaldo
- le prix de Joueuse mondiale de la FIFA 2013, à l'Allemande Nadine Angerer
- le prix d'Entraîneur de l'année FIFA pour le football masculin 2013, à l’Allemand Jupp Heynckes
- le prix d'Entraîneur de l'année FIFA pour le football féminin 2013, à l’Allemande Silvia Neid
- le Prix Puskás de la FIFA 2013 (prix du « plus beau but de l'année »), au Suédois Zlatan Ibrahimović
- le Prix du Président de la FIFA 2013, au Belge Jacques Rogge
- le prix de la Distinction Fair-play de la FIFA 2013 à la Fédération afghane de football
- le prix FIFA/FIFPro World XI 2013 (sélection des meilleurs footballeurs de l'année) aux joueurs Manuel Neuer, Dani Alves, Thiago Silva, Sergio Ramos, Philipp Lahm, Franck Ribéry, Xavi, Andrés Iniesta, Lionel Messi, Zlatan Ibrahimović et Cristiano Ronaldo
- le FIFA Ballon d'or d'honneur, au Brésilien Pelé.

## Votes
La date de clôture des votes, initialement prévue pour le 15 novembre 2013, a été repoussée de deux semaines, jusqu'au 29 novembre 2013 en raison d'un nombre de votes à la date limite considéré par la FIFA comme « trop faible pour être suffisamment représentatif ».
Cette décision, annoncée le 20 novembre 2013, a suscité une polémique en raison de ses potentielles conséquences sur le résultat final des votes pour le prix de joueur mondial de football masculin de l’année ; en effet, de nombreux commentateurs ont fait remarquer que le choix des électeurs a pu être influencé par la performance remarquable de Cristiano Ronaldo en équipe nationale lors des barrages de la coupe du monde 2014 pendant ce délai supplémentaire, au détriment de ses concurrents, d'autant que les électeurs qui avaient déjà voté pouvaient modifier leur vote et donc prendre eux aussi en compte ces dernières performances,. Cependant, selon le directeur de communication de la Fifa, Walter de Gregorio, le classement n'a pas changé entre le 15 et le 29 novembre 2013.

## Football masculin

### FIFA Ballon d'or
Le vainqueur est Cristiano Ronaldo, qui remporte son second Ballon d'or, après celui de 2008. Il met donc fin au règne de son rival Lionel Messi, quadruple vainqueur de l'épreuve, deuxième du classement avec un retard de seulement 3,27 % sur Ronaldo, ce qui constituera le plus faible écart entre un premier et un deuxième depuis l'instauration du FIFA Ballon d'Or en 2010.

#### Finalistes

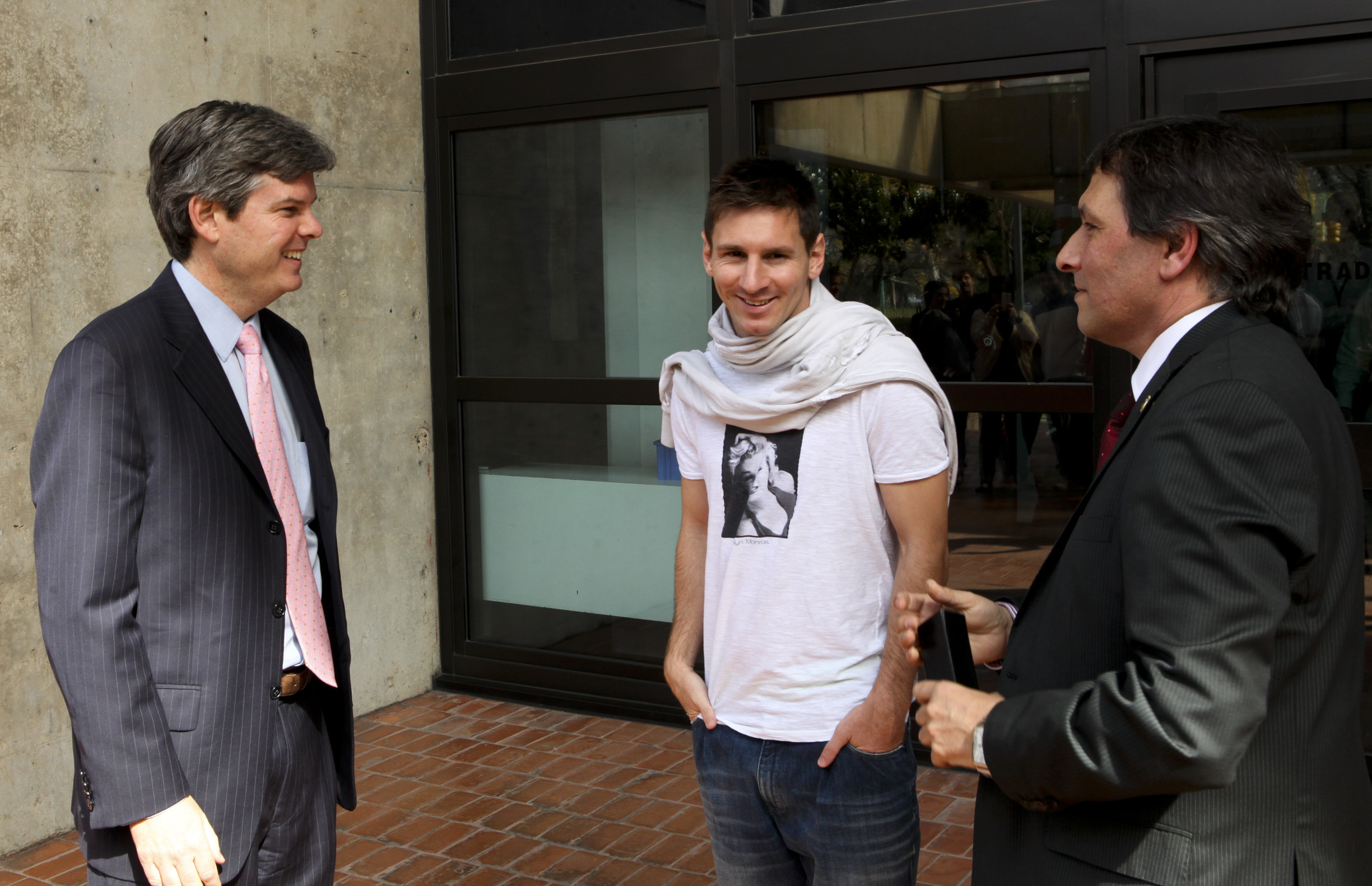
Lionel Messi, qui avait remporté les quatre dernières éditions, doit se contenter de la deuxième place.

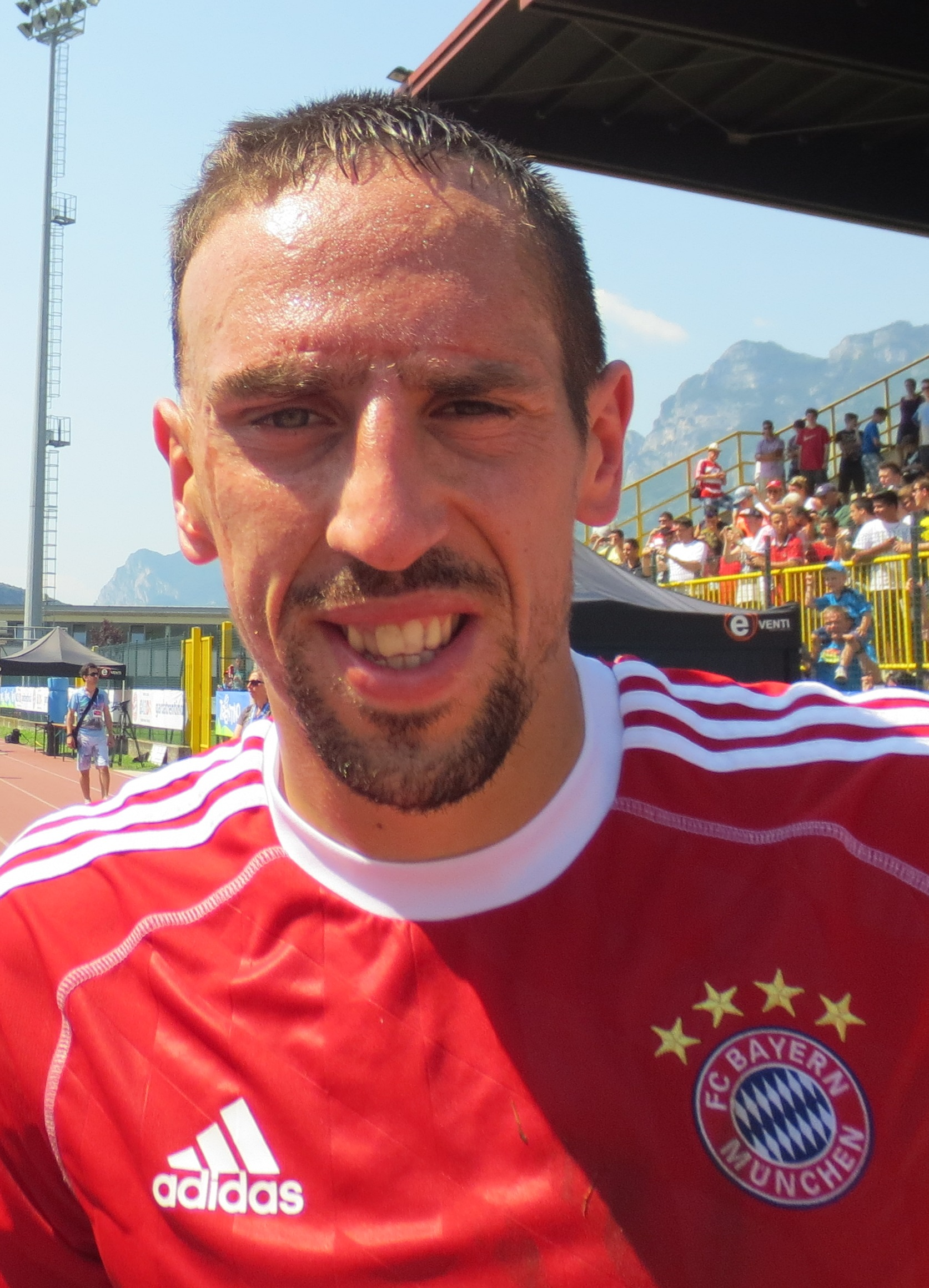
Malgré son rôle majeur dans le triplé Coupe-Championnat-Ligue des Champions du Bayern Munich et dans la qualification de la France à la Coupe du monde 2014, Franck Ribéry n'obtient que la troisième place du classement avec 23,36 % des voix

Les trois finalistes sont annoncés le 9 décembre 2013 : ce sont Lionel Messi, Franck Ribéry et Cristiano Ronaldo.
Le 13 janvier 2014, la FIFA publie le résultat des votes :
| Rang | Nom               | Club          | Sélection nationale | Pourcentage |
| ---- | ----------------- | ------------- | ------------------- | ----------- |
| 1    | Cristiano Ronaldo | Real Madrid   | Portugal            | 27,99 %     |
| 2    | Lionel Messi      | FC Barcelone  | Argentine           | 24,72 %     |
| 3    | Franck Ribéry     | Bayern Munich | France              | 23,36 %     |

#### Nommés
Les noms des 23 nommés ont été annoncés le 29 octobre 2013.
| Rang | Nom                    | Club                           | Sélection nationale | Pourcentage |
| ---- | ---------------------- | ------------------------------ | ------------------- | ----------- |
| 4    | Zlatan Ibrahimović     | Paris Saint-Germain            | Suède               | 5,29 %      |
| 5    | Neymar                 | Santos FC Barcelone            | Brésil              | 3,17 %      |
| 6    | Andrés Iniesta         | FC Barcelone                   | Espagne             | 2,08 %      |
| 7    | Robin van Persie       | Manchester United              | Pays-Bas            | 1,79 %      |
| 8    | Arjen Robben           | Bayern Munich                  | Pays-Bas            | 1,77 %      |
| 9    | Gareth Bale            | Tottenham Hotspur Real Madrid  | Pays de Galles      | 1,32 %      |
| 10   | Andrea Pirlo           | Juventus                       | Italie              | 1,11 %      |
| 11   | Radamel Falcao         | Atlético Madrid AS Monaco      | Colombie            | 1,08 %      |
| 12   | Yaya Touré             | Manchester City                | Côte d'Ivoire       | 0,99 %      |
| 13   | Robert Lewandowski     | Borussia Dortmund              | Pologne             | 0,92 %      |
| 14   | Philipp Lahm           | Bayern Munich                  | Allemagne           | 0,82 %      |
| 15   | Xavi                   | FC Barcelone                   | Espagne             | 0,81 %      |
| 16   | Mesut Özil             | Real Madrid Arsenal            | Allemagne           | 0,71 %      |
| 17   | Bastian Schweinsteiger | Bayern Munich                  | Allemagne           | 0,43 %      |
| 17   | Thomas Müller          | Bayern Munich                  | Allemagne           | 0,43 %      |
| 19   | Luis Suárez            | Liverpool                      | Uruguay             | 0,39 %      |
| 20   | Edinson Cavani         | SSC Naples Paris Saint-Germain | Uruguay             | 0,36 %      |
| 21   | Thiago Silva           | Paris Saint-Germain            | Brésil              | 0,24 %      |
| 22   | Eden Hazard            | Chelsea                        | Belgique            | 0,16 %      |
| 23   | Manuel Neuer           | Bayern Munich                  | Allemagne           | 0,08 %      |

### Entraîneur de l’année FIFA pour le football masculin
Finalistes :
| Rang | Entraîneur    | Club/Sélection                    | Pourcentage |
| ---- | ------------- | --------------------------------- | ----------- |
| 1    | Jupp Heynckes | Bayern Munich                     | 37,09 %     |
| 2    | Jürgen Klopp  | Borussia Dortmund                 | 15,61 %     |
| 3    | Alex Ferguson | Manchester United (ex-entraîneur) | 14,60 %     |

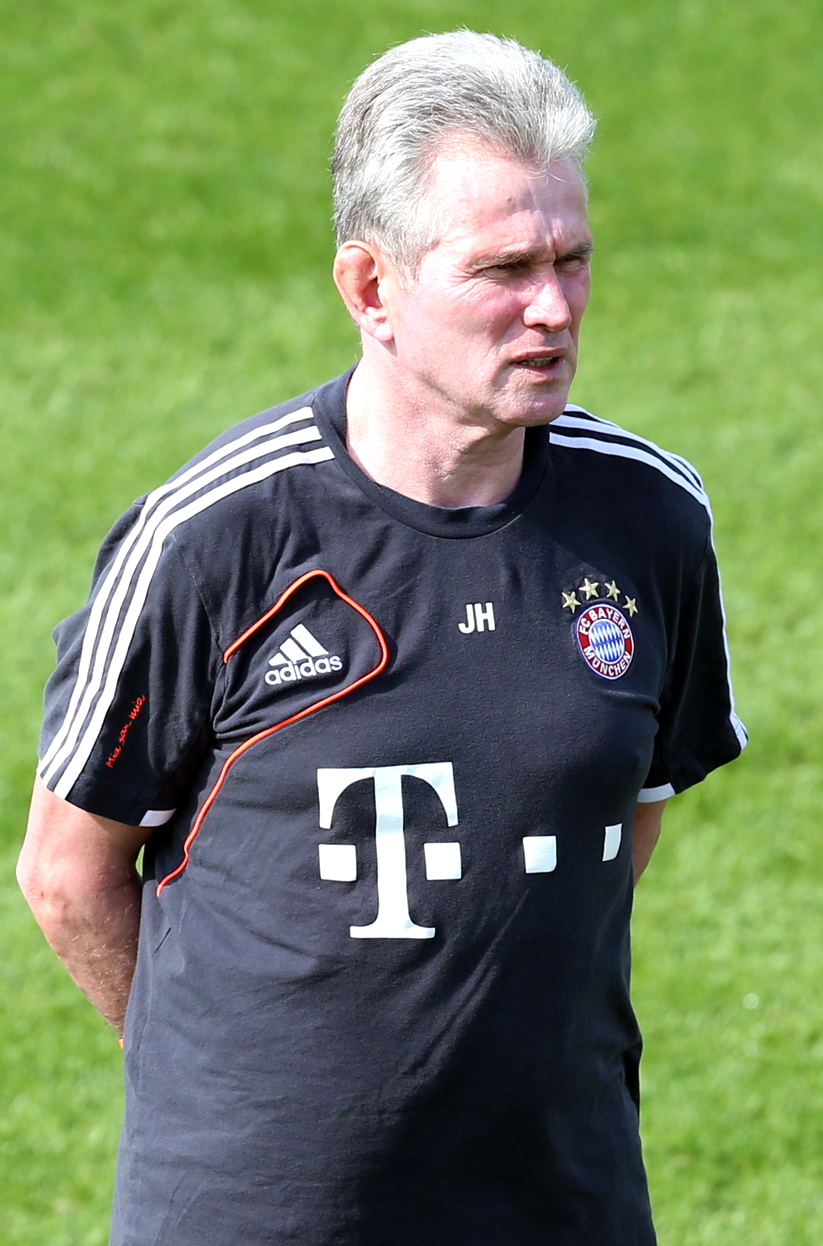
Jupp Heynckes remporte le titre de meilleur entraîneur

Autres nommés, classés par pourcentage de votes :
| Rang | Entraîneur          | Club/Sélection                  | Pourcentage |
| ---- | ------------------- | ------------------------------- | ----------- |
| 4    | Vicente del Bosque  | Espagne                         | 9,20 %      |
| 5    | José Mourinho       | Real Madrid Chelsea             | 7,50 %      |
| 6    | Luiz Felipe Scolari | Brésil                          | 4,21 %      |
| 7    | Carlo Ancelotti     | Paris Saint-Germain Real Madrid | 3,49 %      |
| 8    | Arsène Wenger       | Arsenal                         | 3,35 %      |
| 9    | Rafael Benítez      | Chelsea SSC Naples              | 2,55 %      |
| 10   | Antonio Conte       | Juventus                        | 2,44 %      |

### FIFA/FIFPro World XI
Le FIFA/FIFPro World XI est une sélection annuelle des meilleurs joueurs de football organisée par la FIFPro et la Fédération internationale de football association (FIFA).
| Poste             | Joueur             | Nat.      | Club                |
| ----------------- | ------------------ | --------- | ------------------- |
| Gardien de but    | Manuel Neuer       | Allemagne | Bayern Munich       |
| Défenseur         | Dani Alves         | Brésil    | FC Barcelone        |
| Défenseur         | Sergio Ramos       | Espagne   | Real Madrid         |
| Défenseur         | Thiago Silva       | Brésil    | Paris Saint-Germain |
| Défenseur         | Philipp Lahm       | Allemagne | Bayern Munich       |
| Milieu de terrain | Franck Ribéry      | France    | Bayern Munich       |
| Milieu de terrain | Xavi               | Espagne   | FC Barcelone        |
| Milieu de terrain | Andrés Iniesta     | Espagne   | FC Barcelone        |
| Attaquant         | Zlatan Ibrahimović | Suède     | Paris Saint-Germain |
| Attaquant         | Lionel Messi       | Argentine | FC Barcelone        |
| Attaquant         | Cristiano Ronaldo  | Portugal  | Real Madrid         |

### FIFA Ballon d'or Prix d'honneur
- Pelé : Il reçoit ce Ballon d'or spécial pour l'ensemble de sa carrière. Il n'avait jamais remporté de Ballon d'or car à son époque, seul un joueur européen pouvait être couronné.

## Football féminin

### Joueuse mondiale de la FIFA

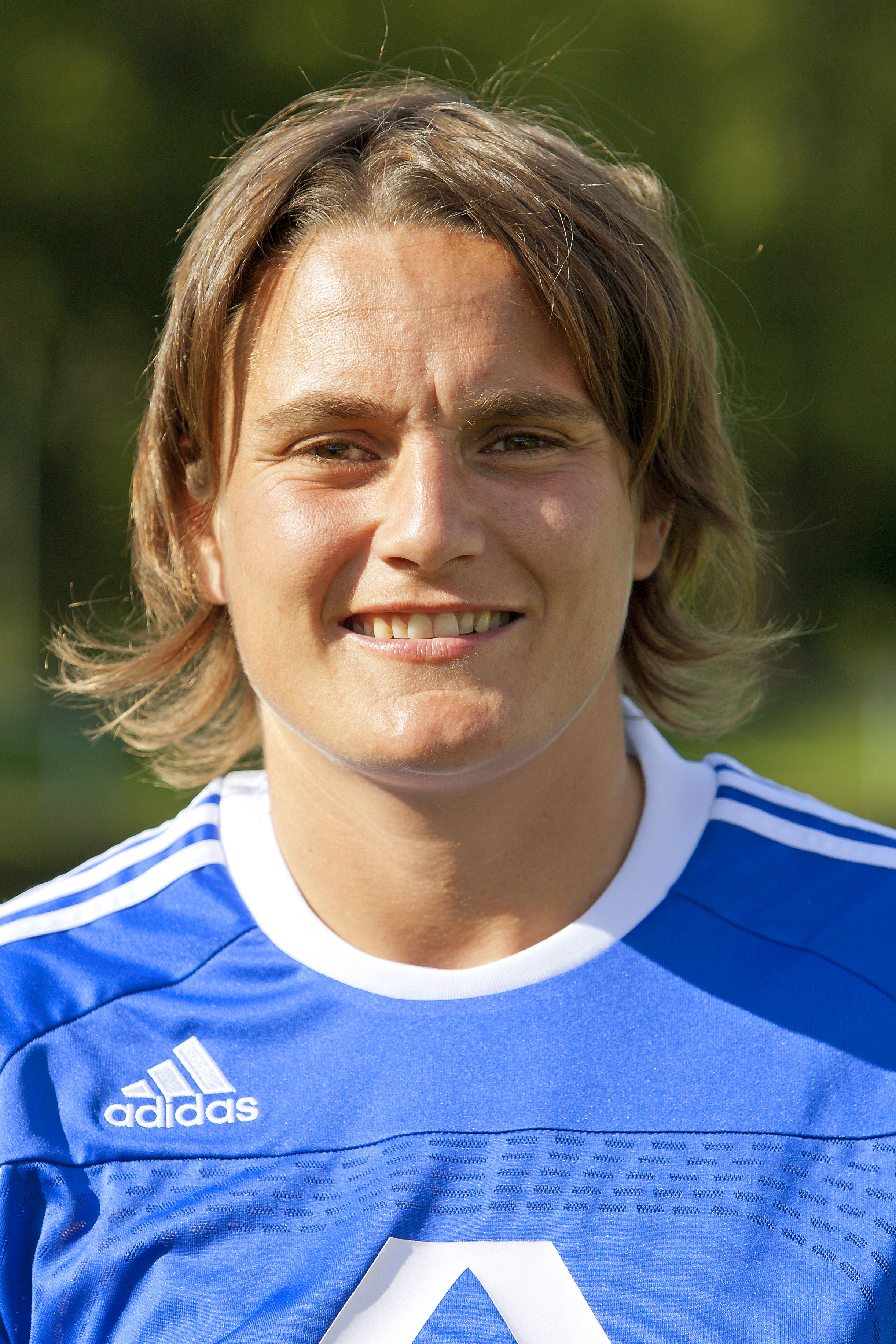
Nadine Angerer remporte le titre de meilleure joueuse

Finalistes :
| Rang | Nom            | Club                   | Sélection nationale | Pourcentage |
| ---- | -------------- | ---------------------- | ------------------- | ----------- |
| 1    | Nadine Angerer | Brisbane Roar          | Allemagne           | 18,85 %     |
| 2    | Abby Wambach   | Western New York Flash | États-Unis          | 15,02 %     |
| 3    | Marta          | Tyresö FF              | Brésil              | 14,02 %     |

Nommées par ordre alphabétique :
| Rang | Nom                | Club                         | Sélection nationale | Pourcentage |
| ---- | ------------------ | ---------------------------- | ------------------- | ----------- |
| 4    | Lena Goessling     | VfL Wolfsbourg               | Suède               | 11,98 %     |
| 5    | Alex Morgan        | Portland Thorns              | États-Unis          | 11,74 %     |
| 6    | Lotta Schelin      | Olympique lyonnais           | Suède               | 7,87 %      |
| 7    | Saki Kumagai       | Francfort Olympique lyonnais | Japon               | 7,19 %      |
| 8    | Yūki Ōgimi         | Turbine Potsdam Chelsea      | Japon               | 5,15 %      |
| 9    | Nilla Fischer      | VfL Wolfsbourg               | Suède               | 4,25 %      |
| 10   | Christine Sinclair | Portland Thorns              | Canada              | 3,93 %      |

### Entraîneur de l'année FIFA pour le football féminin

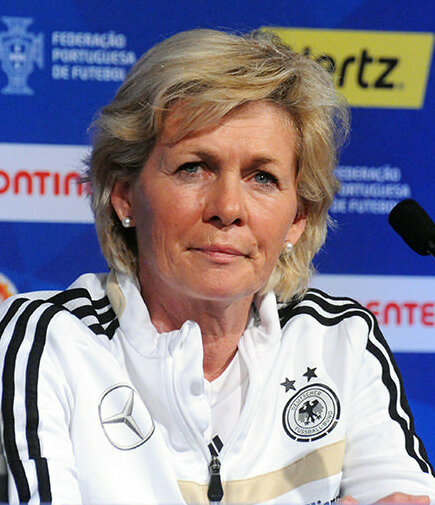
Silvia Neid remporte le titre de meilleur entraîneur de football féminin

Finalistes :
| Rang | Entraîneur      | Club/Sélection | Pourcentage |
| ---- | --------------- | -------------- | ----------- |
| 1    | Silvia Neid     | Allemagne      | 30,53 %     |
| 2    | Pia Sundhage    | États-Unis     | 12,94 %     |
| 3    | Ralf Kellermann | VfL Wolfsbourg | 11,88 %     |

Nommés par ordre alphabétique :
| Rang | Entraîneur            | Club/Sélection     | Pourcentage |
| ---- | --------------------- | ------------------ | ----------- |
| 4    | Cindy Parlow Cone     | Portland Thorns    | 10,85 %     |
| 5    | Even Pellerud         | Norvège            | 7,28 %      |
| 6    | Patrice Lair          | Olympique lyonnais | 6,93 %      |
| 7    | Gilles Eyquem         | France -19 ans     | 6,78 %      |
| 8    | Kenneth Heiner-Møller | Danemark           | 4,57 %      |
| 9    | Anna Signeul          | Écosse             | 4,19 %      |
| 10   | Shelley Kerr          | Arsenal            | 4,07 %      |

## Prix Puskás
Ce trophée récompense le plus beau but de l'année.
Finalistes :
| Rang | Joueur             | Nat.   | Club/Sélection   | Adversaire | Pourcentage |
| ---- | ------------------ | ------ | ---------------- | ---------- | ----------- |
| 1    | Zlatan Ibrahimović | Suède  | Suède            | Angleterre | 48,7 %      |
| 2    | Nemanja Matić      | Serbie | Benfica Lisbonne | FC Porto   | 30,8 %      |
| 3    | Neymar             | Brésil | Brésil           | Japon      | 20,5 %      |

Nommés par ordre alphabétique :
| Rang | Joueur              | Nat.      | Club/Sélection     | Adversaire       | Pourcentage |
| ---- | ------------------- | --------- | ------------------ | ---------------- | ----------- |
| 0    | Peter Ankersen      | Danemark  | Esbjerg fB         | AGF Århus        |             |
| 0    | Lisa De Vanna       | Australie | Sky Blue           | Boston Breakers  |             |
| 0    | Antonio Di Natale   | Italie    | Udinese            | Chievo Vérone    |             |
| 0    | Panayótis Koné      | Grèce     | Bologne FC         | SSC Naples       |             |
| 0    | Daniel Ludueña      | Argentine | CF Pachuca         | Tigres UANL      |             |
| 0    | Louisa Nécib        | France    | Olympique lyonnais | AS Saint-Étienne |             |
| 0    | Juan Manuel Olivera | Uruguay   | Náutico            | Sport Recife     |             |

## Prix du Président de la FIFA
- Jacques Rogge reçoit ce prix récompensant son travail à la tête du CIO.

## Distinction Fair-play de la FIFA
- La fédération d'Afghanistan de football reçoit ce prix.